# Marc Quinn
Marc Quinn (nascido em Londres, 8 de Janeiro de 1964) é um artista visual contemporâneo britânico, cujo trabalho inclui escultura, instalação e pintura. Quinn explora "o que é ser humano no mundo de hoje", através de assuntos como o corpo, a genética, a identidade, o meio ambiente e os média. O seu trabalho utiliza materiais que variam amplamente, de sangue, pão e flores a mármore e aço inoxidável. Quinn foi tema de exposições individuais no Museu de Sir John Soane, na Tate Modern, na National Portrait Gallery, em Londres, na Fundação Beyeler, em Basileia, na Fondazione Prada, em Milão, e na South London Gallery. O artista foi um membro notável do movimento conhecido por Young British Artists, revelado na década de 1990. Quinn vive e trabalha em Londres.
Quinn é celebrado internacionalmente e recebeu a comissão pela primeira edição do Quarto Plinto na Trafalgar Square em 2004, pela qual exibiu a escultura Alison Lapper Grávida. A célebre série de auto-retratos congelados de Quinn, feita com o seu próprio sangue, Self (1991-presente) foi sujeita a uma retrospectiva na Fundação Beyeler em 2009.

## Vida e carreira

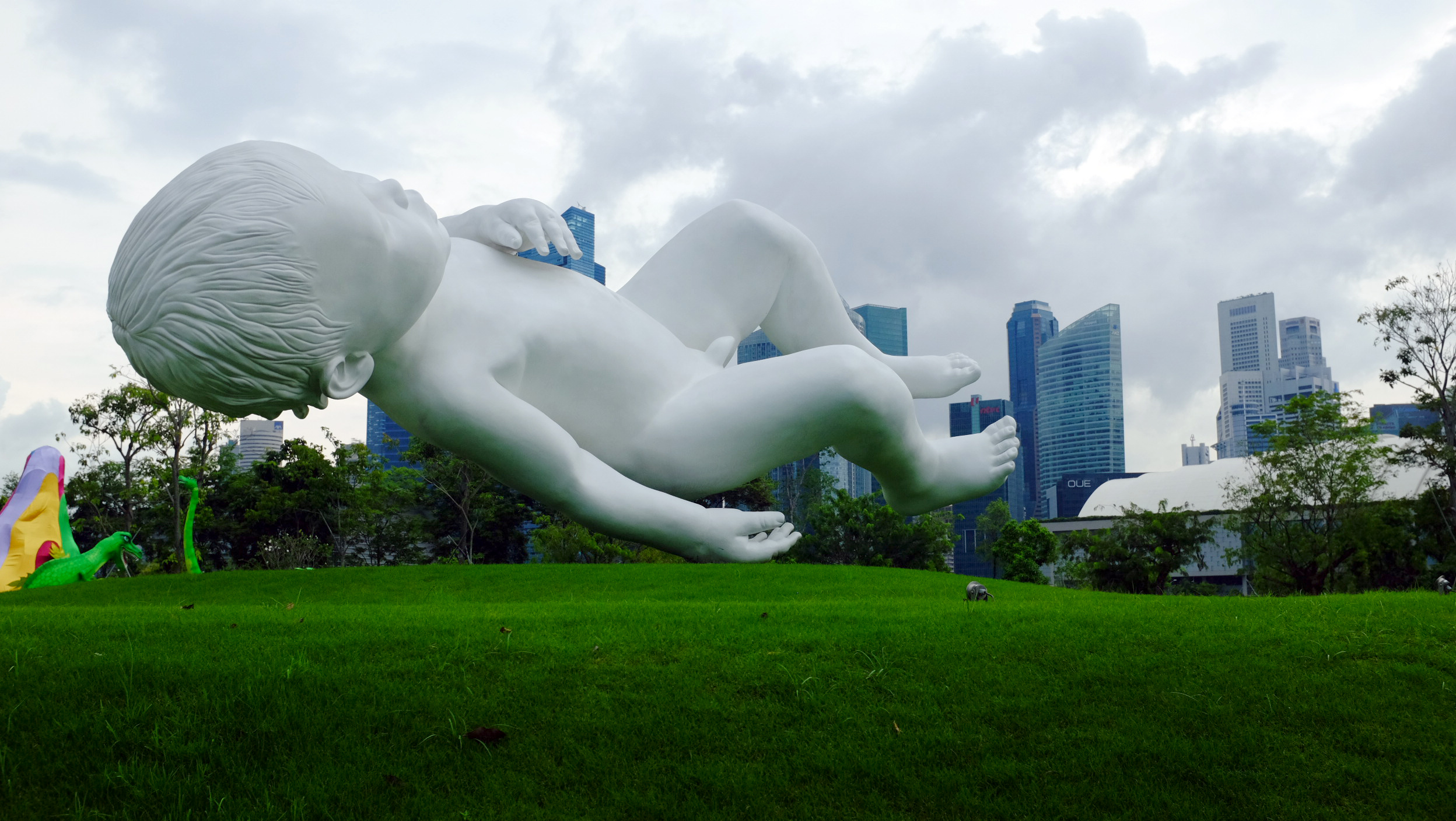
Planeta (2008), em Singapura

Quinn nasceu em Londres, de mãe francesa e pai britânico. Ele passou os seus primeiros anos em Paris, onde o seu pai era um físico trabalhando no BIPM. Quinn recorda um fascínio precoce pelos instrumentos científicos no laboratório de seu pai, em particular relógios atómicos.  Quinn estudou história e história da arte no Robinson College, em Cambridge.
No início da década de 1990, Quinn foi o primeiro artista a ser representado pelo galerista Jay Jopling. O artista fez a sua primeira exposição com Jopling em 1991, exibindo Self (1991), um auto-retrato congelado feito de nove litros de sangue do artista. Durante os anos 90, Quinn e vários colegas foram identificados pela sua abordagem radical ao fazer e experimentar a arte. Em 1992, o grupo foi chamado de 'Young British Artists' pelo escritor Michael Corris na Artforum.
Em 1995, Quinn teve uma exposição individual na Tate Britain, onde novas esculturas foram mostradas como parte da série Art Now. Em 1997, o seu célebre trabalho Self (1991), foi exibido na Royal Academy of Arts, de Londres para a exposição Sensation. O Self de Quinn, juntamente com os trabalhos de Sarah Lucas e Damien Hirst, já eram distinguidos entre o público britânico. A exposição recebeu ampla atenção dos média e teve um número recorde de visitantes para uma exposição de arte contemporânea.
Em 1998, recebeu uma exposição individual na South London Gallery, e em 1999, fez uma exposição individual na Kunstverein Hannover. O Groninger Museum, na Holanda, apresentou uma exposição individual do trabalho de Quinn em 2000. O artista foi convidado a apresentar uma exposição individual na Fondazione Prada em Milão, em 2000, onde apresentou um novo trabalho ambicioso Jardim. Em 2002, recebeu uma exposição individual na Tate Liverpool, que incluiu novos trabalhos e fotografia, e coincidiu com a Bienal de Liverpool, onde apresentou a escultura 1 + 1 = 3. Em 2001, a National Portrait Gallery, de Londres, deu a Quinn uma exposição individual do seu retrato genómico de John Sulston.
Em 2004, Quinn foi premiado com a primeira comissão de sempre para realizar uma obra para o quarto plinto da Trafalgar Square de Londres, para o qual produziu uma escultura em mármore representando a artista grávida com deficiência, Alison Lapper.
Em 2006, o Museu de Arte Contemporânea de Roma apresentou as obras de Quinn numa exposição individual focada na sua mais recente escultura figurativa, e em 2009, a Fundação Beyeler, em Berna, apresentou uma exposição individual da série contínua de Marc Quinn, Self, incluindo todas as esculturas de 1991 a 2006.
Em 2012, Quinn foi contratado para produzir uma obra monumental para a cerimónia de abertura dos Jogos Paralímpicos nos Jogos Olímpicos de Londres 2012, para a qual  realizou Breath, uma escultura monumental de Alison Lapper suspensa pelo ar. Em 2013, Quinn apresentou uma exposição individual por ocasião da 55ª Bienal de Veneza, na Fundação Giorgio Cini, Veneza, com curadoria de Germano Celant.
A primeira monografia de Quinn Memory Box, de Germano Celant, foi publicada em 2013. Um documentário sobre a vida e obra de Quinn, Making Waves, foi lançado em 2014, produzido e realizado por Gerry Fox.
Em 2017, Marc Quinn realizou uma grande exposição no Museu Sir John Soane, em Londres. A exposição foi a primeira de uma nova série de colaborações com artistas, designers e arquitectos contemporâneos, que, inspirados no espírito de John Soane, procuraram dar vida à colecção de maneiras inovadoras.

## Obras
Os primeiros trabalhos de Quinn estavam preocupados com questões de corporalidade, decadência e preservação. Ele experimentou materiais orgânicos e degradáveis, incluindo pão, sangue, chumbo, flores e escultura e instalação para produção de DNA, produzindo Esculturas em Pão (1988), Self (1991), Desintoxicação emocional (1995), Jardim (2000) e Retrato de DNA de John Sulston (2001). Nos anos 2000, começou a se concentrar no uso de mármore, bronze e cimento. O artista explorou o corpo e os seus extremos através das lentes de materiais clássicos e urbanos. Os trabalhos incluíram The Complete Marbles (1999 - 2005), Alison Lapper Pregnant (2004), Evolution (2005 - 2009) e Planet (2008). Desde 2010, trabalha com metais, incluindo aço inoxidável, alumínio, tintas para grafite, detritos encontrados à beira-mar, tapeçaria e pintura, como observado em The History Paintings (2009-presente) e The Toxic Sublime (2014-presente).

## Colecções públicas
Quinn está representando em alguns dos principais museus do mundo, como a Tate Modern, em Londres, a National Portrait Gallery, em Londres, e o Museu Colecção Berardo, em Lisboa.